# Stadtbibliothek Füssen
Die Stadtbibliothek Füssen ist eine öffentliche Bücherei in der schwäbischen Stadt  Füssen. Sie ist in einem Teil des ehemaligen Klosters St. Mang untergebracht.

## Lage
Die Stadtbibliothek ist im Erdgeschoss des Südflügels des ehemaligen Klosters St. Mang untergebracht. Zu den Räumen gehören ehemalige Vorratsräume, die Klosterküche, die Orangerie und das sogenannte Komediehaus. Durch die Fenster hat man einen Ausblick auf den kleinen Barockgarten des Klosters. Die Orangerie mit Lesecafé befindet sich im Erdgeschoss des Ovalbaus an der Südseite des Klosters. In den darüberliegenden Stockwerken des Ovalbaus befinden sich das Refektorium und der ehemalige Bibliothekssaal des Klosters, die beide Teil des Museums der Stadt Füssen sind. Der Eingang zur Stadtbibliothek ist im Innenhof des Klosters.

## Geschichte
Die erste öffentliche Bücherei in Füssen war eine Lesebibliothek der Pfarrei, die 1834 vom Stadtpfarrer Johann Baptist Graf gegründet wurde. Anfang des 20. Jahrhunderts richtete der katholische Presseverein eine Leihbibliothek in der Reichenstraße ein. Daneben gab es zwei private und zwei kirchliche Leihbibliotheken sowie die Bibliothek des Franziskanerklosters und die Werksbibliothek der Füssener Hanfwerke.
Nachdem die Stadt Füssen 1909 das Gebäude des ehemaligen Benediktinerklosters St. Mang erworben hatte, wurde 1913 in dessen Bibliothekssaal ein Bezirksmuseum für Heimatkunde eingerichtet. Auch über eine städtische Bücherei in Räumen des Klosters wurde nachgedacht, sie wurde aber aus Kostengründen zurückgestellt. 1938 richteten dann die Nationalsozialisten eine Bücherei unter ihrer Leitung im Kloster ein, die den Namen Städtische Volksbücherei trug. Die katholische Bücherei musste schließen. 1942 zog die Volksbücherei vom Kloster in die Reichenstraße um und wurde nach Kriegsende geschlossen.
Erst 1958 wurde die städtische Bücherei wiedereröffnet. 1991 wurde eine hauptamtliche Stelle für ihre bis dahin ehrenamtliche Leitung geschaffen. 2011 wurden ihre Räumlichkeiten um mehr als das Doppelte auf über 750 Quadratmeter erweitert. Dabei kamen die restaurierten Räume der ehemaligen Klosterküche, der Orangerie und des sogenannten Komediehauses hinzu.
Stand 2019 hatte die Stadtbibliothek etwa 2700 registrierte Leser und 37.000 Besucher. 68 Prozent der Leser kamen aus Füssen, 25 Prozent aus den umliegenden Gemeinden, dazu kamen die Urlaubsgäste. Es wurden etwa 114.000 Medien entliehen sowie etwa 12.000 digitale Medien über den Verbund Onleihe Schwaben.

## Angebot

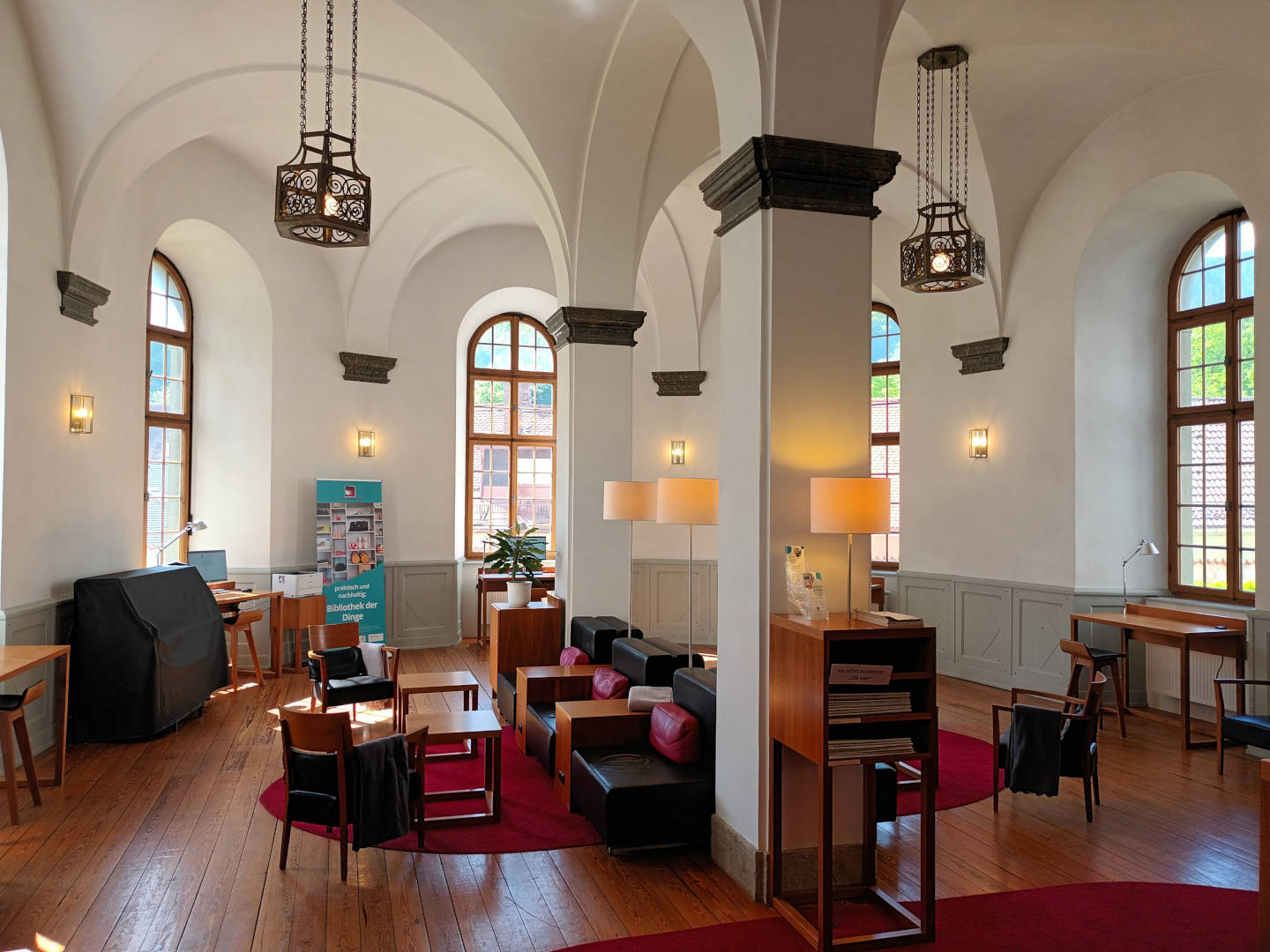
Lesecafé in der Orangerie

In der Bibliothek sind etwa 30.000 Bücher, CDs, DVDs, Spiele und Zeitschriften verfügbar (Stand 2021). Dazu kommen etwa 66.000 E-Books und andere digitale Medien, die über den Verbund Onleihe Schwaben entliehen werden können.

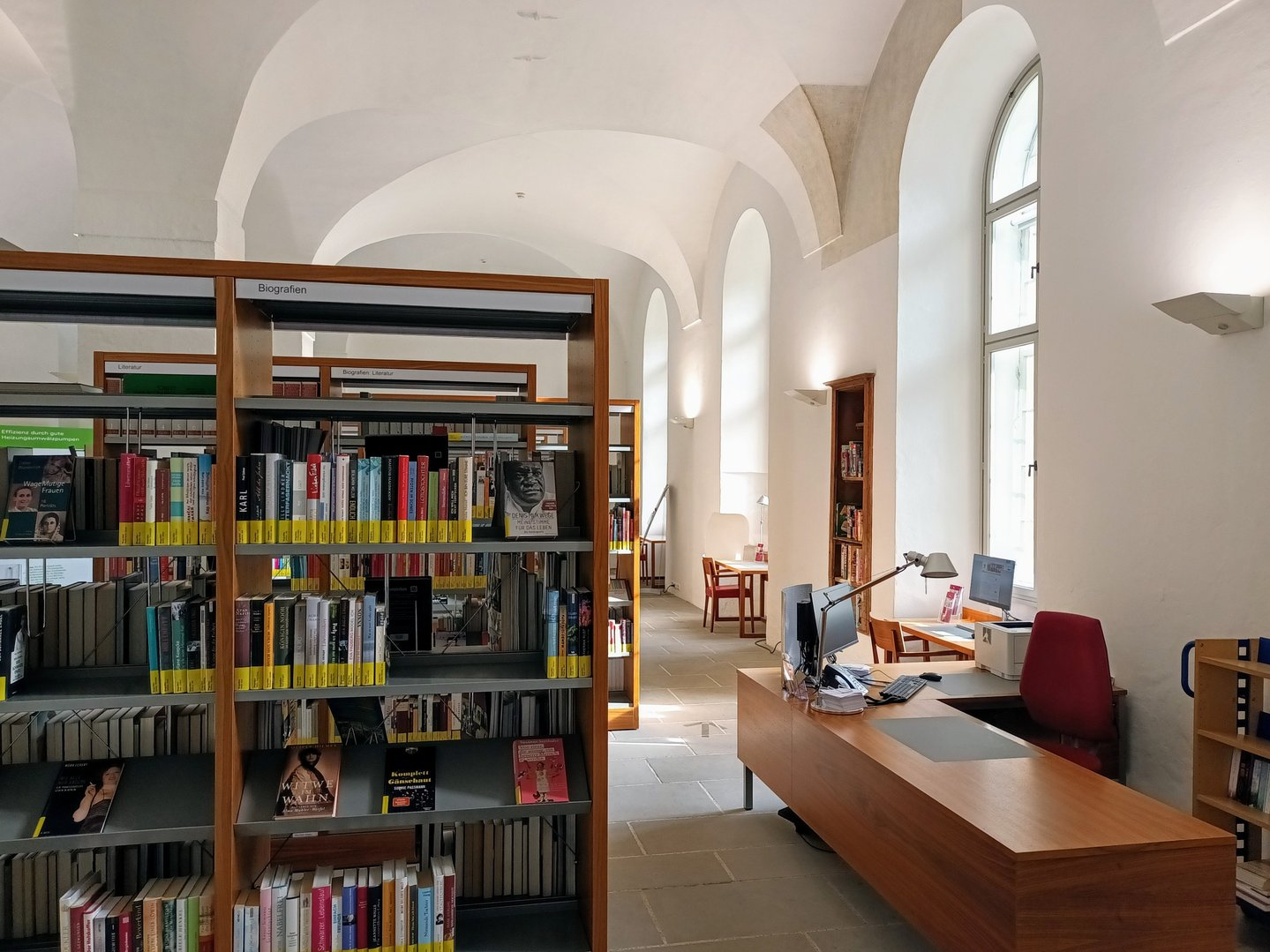
Sachbuchabteilung in der ehemaligen Klosterküche

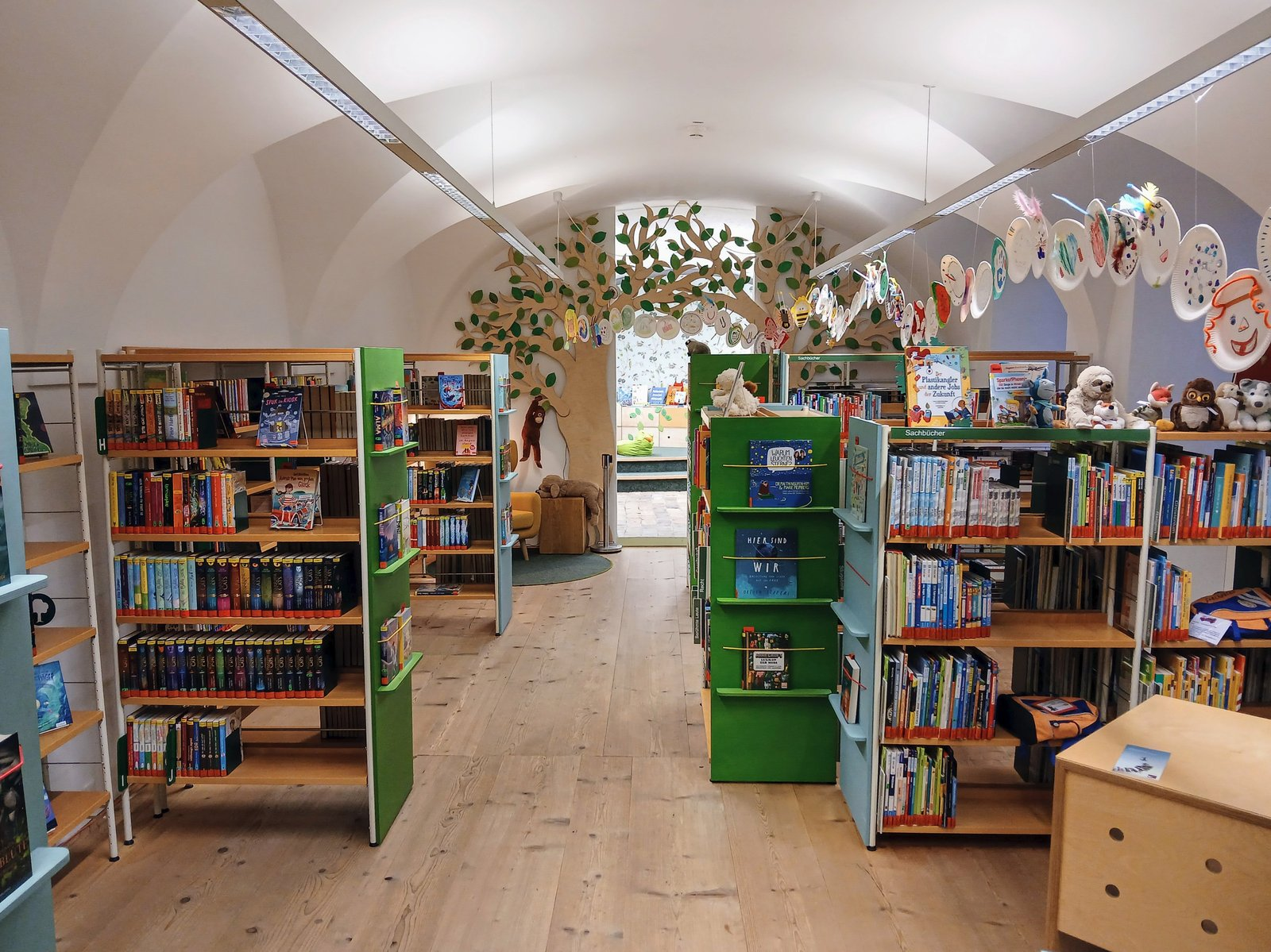
Kinderbuchabteilung in der ehemaligen Klosterkonditorei

Herzstück und herausragendster Raum der Stadtbibliothek ist die Orangerie, in der ein Lesecafé eingerichtet wurde. Dort finden auch regelmäßig Lesungen, Vorträge und Konzerte statt. Die kulturgeschichtliche Studienbibliothek ist eine Präsenzbibliothek mit einer Sammlung zur Regionalgeschichte, zum Lauten- und Geigenbau in Füssen, zum Füssener Totentanz und zur internationalen Totentanzforschung.
Seit 2022 gibt es den Raum „M@chWerk“ mit Themenboxen zu Programmieren und Robotik, Making und Repair, Internet und Social Media sowie Elektrotechnik. In dem Raum werden auch Workshops abgehalten. In der „Bibliothek der Dinge“ können Werkzeuge, Haushaltsgegenstände und Ähnliches entliehen werden.